# Aquis babooni
Aquis babooni är en fjärilsart som beskrevs av George Thomas Bethune-Baker 1906. Aquis babooni ingår i släktet Aquis och familjen trågspinnare. Inga underarter finns listade i Catalogue of Life.